# Eueana simplaria
Eueana simplaria es una especie de polilla de la familia Geometridae, descrita por primera vez por Claude Herbulot en 1984, con distribución en Guadalupe (Francia) y otras islas Leeward.